# Cratere Vesalius
Vesalius è un cratere lunare di 64,65 km situato nella parte sud-occidentale della faccia nascosta della Luna.